# Anthony Roux
Anthony Roux (Verdun, Francia, 18 de abril de 1987) es un ciclista francés que fue profesional desde 2008 hasta 2022.

## Trayectoria deportiva
Debutó como profesional en 2008 con el equipo francés FDJ, con el que estuvo corriendo hasta su retirada en 2022. Su mayor logro como profesional ha sido una etapa de la Vuelta a España 2009.

## Palmarés
| 2009 - 1 etapa del Circuito de la Sarthe - 3.º en el Campeonato de Francia en Ruta - 1 etapa de la Vuelta a España 2010 - 1 etapa del Circuito de Lorena - 1 etapa del Tour de Poitou-Charentes 2011 - Circuito de la Sarthe, más 1 etapa - Circuito de Lorena, más 2 etapas - 2.º en el Campeonato de Francia en Ruta - Gran Premio de la Somme 2013 - 1 etapa de la Estrella de Bessèges - 1 etapa de la Vuelta a Burgos | 2014 - 2.º en el Campeonato de Francia Contrarreloj 2015 - 1 etapa del Circuito de la Sarthe 2016 - 2.º en el Campeonato de Francia Contrarreloj 2017 - 3.º en el Campeonato de Francia Contrarreloj 2018 - 1 etapa de la Ruta de Occitania - Campeonato de Francia en Ruta - 1 etapa del Tour de Limousin |

## Resultados en Grandes Vueltas y Campeonatos del Mundo
| Carrera         | Carrera         | 2008 | 2009  | 2010  | 2011  | 2012  | 2013 | 2014 | 2015 | 2016 | 2017 | 2018 | 2019  | 2020 | 2021 | 2022 |
| --------------- | --------------- | ---- | ----- | ----- | ----- | ----- | ---- | ---- | ---- | ---- | ---- | ---- | ----- | ---- | ---- | ---- |
|                 | Giro de Italia  | —    | —     | —     | —     | —     | Ab.  | —    | 87.º | —    | —    | 76.º | —     | —    | —    | —    |
|                 | Tour de Francia | —    | —     | 167.º | 101.º | 126.º | —    | —    | —    | 63.º | —    | —    | 102.º | —    | —    | —    |
|                 | Vuelta a España | —    | 120.º | —     | —     | —     | 34.º | Ab.  | —    | —    | 52.º | —    | —     | 66.º | 58.º | —    |
| Mundial en Ruta | Mundial en Ruta | —    | —     | —     | 113.º | —     | 44.º | —    | —    | —    | 84.º | Ab.  | Ab.   | —    | —    | —    |

—: no participa

Ab.: abandono

## Equipos
- Française des Jeux/FDJ (2007[3] -2022)
  - Française des Jeux (2007[3]-2009)
  - FDJ (2010-2011)
  - FDJ-Big Mat (2012)
  - FDJ (2013-2018)
  - Groupama-FDJ (2018-2022)